# Radoslav Rogina
Radoslav Rogina (nascido em 3 de março de 1979) é um ciclista olímpico croata. Representou sua nação nos Jogos Olímpicos de Verão de 2008 e 2012.